# Entretoise

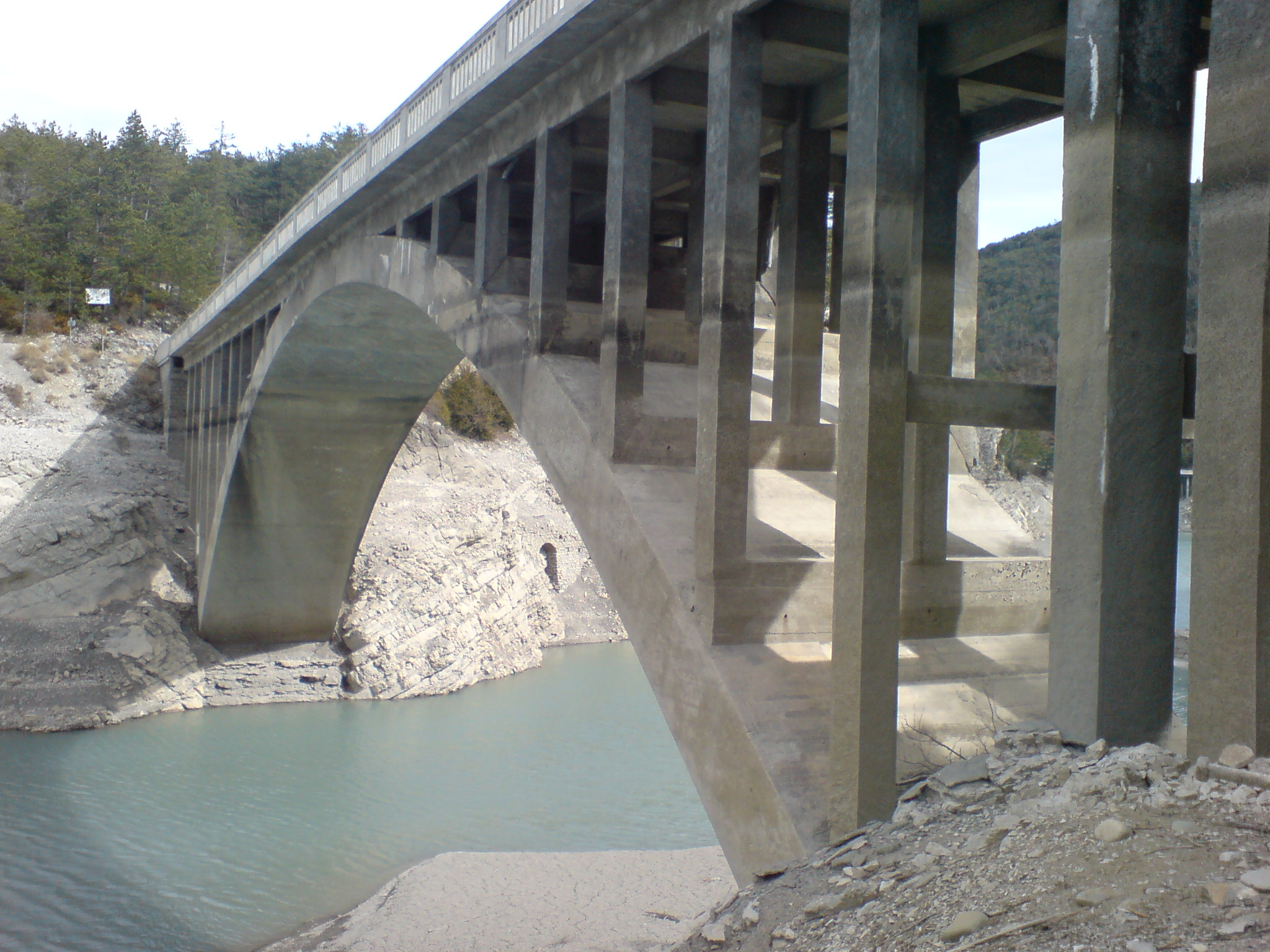
Entretoises en architecture.

Une entretoise est une pièce rigide qui en relie deux autres et les maintient dans un écartement fixe.
Ce type de pièce peut prendre des formes et des dimensions très différentes selon son utilisation. On utilise des entretoises dans de nombreux domaines : construction, menuiserie, mécanique, électronique, etc.

## Charpente et construction à ossature légère
Une entretoise, ou étrésillon, est une pièce de charpente.
Une entretoise dans la construction à ossature légère en bois (baloon frame ou platform frame) est une pièce de contreventement horizontale utilisée entre les montants d'ossature ou les solives de plancher pour donner de la rigidité à l'ossature  du mur ou du plancher. Les entretoises peuvent être en bois, en acier ou en aluminium. Si elles sont en bois, elles sont coupées légèrement plus longs que l'espace dans lequel elles s'insèrent et sont mises en place de manière qu'elles s'adaptent étroitement ou soient enfoncées dans les montants d'ossature. Les entretoises en bois sont fixés aux périmètre du pan de bois, aux pied-droit ou dans le but d'encadrer les ouvertures à l'aide de fixations appropriées. L'intervalle entre les entretoises est dicté par les codes de construction locaux et par le type de bois utilisé; une maison à ossature typique dans une zone non cyclonique aura deux ou trois entretoises par étage entre chaque paire de montants voisins. Des entretoises supplémentaires peuvent être ajoutés comme motifs pour des fixations ultérieures. Les entretoises entre les montants verticaux protègent généralement les montants contre le flambage sous charge. Les entretoises n'apportent aucun effet de contreventement en cisaillement et sont généralement complétés par des contreventements diagonaux pour éviter que l'ossature ne se déverse.
Les entretoises sur les solives de plancher empêchent les solives de se tordre ou de tourner sous la charge (flambage par torsion latérale ), et sont souvent fixés à intervalles, par paires en diagonale pour cette raison. Dans les planchers, ce type de contreventement est également appelé herringbone strutting (croix de Saint-André). Les entretoises sont également utilisées dans les plafonds pour éviter non seulement la torsion des solives, mais également les dommages au plafond.

## Mobilier
L'entretoise d'un meuble  est le croisement de traverses qui relie ses pieds, de façon à les maintenir dans un écartement fixe. Elle peut être :
- en « H »,
- en « X »,
- en tablette.

## Mécanique
Une entretoise est aussi une pièce en forme de tube destinée à maintenir constant l'écart entre 2 roulements à billes ou pour maintenir une pièce vissée à distance du support.

## Électronique
On utilise fréquemment des entretoises pour fixer des circuits imprimés. Ces entretoises sont généralement des pièces tubulaires en plastique ou en métal.
Une utilisation d'entretoises bien connue de tous ceux qui ont déjà démonté les composants internes d'un ordinateur est celle qui est faite pour fixer la carte mère au châssis du boîtier qui l'accueille. La carte mère est alors posée sur environ 6-10 entretoises, puis vissée à celles-ci. Les entretoises permettent ici d'isoler la carte mère du châssis, afin d'éviter tout court-circuit.
On retrouve également des entretoises hexagonales de très petite longueur (environ 4 mm) de part et d'autre de certains connecteurs extérieurs (en particulier les connecteurs D-sub), qui permettent de bloquer le connecteur externe qui vient s'y insérer en le vissant dans les entretoises.

## Radiocommunications
La retransmission de signaux radio en tunnel s'effectue généralement via un câble rayonnant installé en voûte du tunnel.
Ce câble rayonnant devant être déporté de la voûte d'une dizaine de centimètres — pour des raisons de bonne propagation des ondes radioélectriques — on utilise des entretoises plastiques et/ou métalliques entre la voûte du tunnel et l'attache du câble. L'entretoise métallique est bien sûr déconseillée car elle intervient comme élément perturbateur des ondes radio. Cependant, il est de coutume d'installer une entretoise métallique sur dix entretoises plastiques sur une longueur de câble rayonnant.
Il existe plusieurs formes d'entretoises mais les plus courantes sont cylindriques, et coniques à base ronde ou rectangulaire.